# ملتشیتسه
ملتشیتسه (به چکی: Mlečice) یک منطقهٔ مسکونی در جمهوری چک است که در ناحیه روکیتسانی واقع شده‌است. ملتشیتسه ۱۰٫۶۶ کیلومتر مربع مساحت و ۳۱۹ نفر جمعیت دارد و ۳۹۲ متر بالاتر از سطح دریا واقع شده‌است.